# Adinandra annamensis
Adinandra annamensis är en tvåhjärtbladig växtart som beskrevs av François Gagnepain. Adinandra annamensis ingår i släktet Adinandra och familjen Pentaphylacaceae. Inga underarter finns listade i Catalogue of Life.